# It's Late
Singles de Queen
Spread Your Wings
(1978) Bicycle Race / Fat Bottomed Girls
(1978)
Pistes de News of the World
Who Needs You My Melancholy Blues
It's Late est une chanson du groupe britannique Queen, sortie en single en 1978, uniquement aux États-Unis, Japon, Canada et Nouvelle-Zélande. Écrite par son guitariste Brian May, elle est extraite de l'album News of the World. La chanson n'a pas eu beaucoup de succès et n'a été classée qu'aux États-Unis.

## Autour de la chanson
Écrite par Brian May, la structure de la chanson est assez inhabituelle. À la manière d'une pièce de théâtre, elle est séparée en trois actes, ce qui est clairement établi dans les paroles fournies avec l'album News of the World. La chanson évoque trois phases de la fin d'une relation amoureuse.
It's Late est une des premières chansons à utiliser la technique tapping, consistant à taper une corde plutôt qu'à la gratter ou à la pincer, un an avant qu'Eddie Van Halen ne la popularise. D'après Brian May, cette technique lui aurait été inspirée par un guitariste qu'il aurait croisé dans un bar au Texas, qui lui-même se serait inspiré de Billy Gibbons, guitariste de ZZ Top.

## Clip
Aucun clip n'a été produit à l'époque pour cette chanson. Cependant, lorsqu'elle fut choisie pour figurer sur la compilation Queen Rocks en 1997, une vidéo a été réalisée. Il s'agit d'un montage utilisant des vues de la ville de Las Vegas et de ses quartiers chauds entrecoupées d'images du groupe interprétant la chanson en live.

## Classements
| Pays       | Classements (1978) |
| ---------- | ------------------ |
| États-Unis | 74                 |

## Crédits
- Freddie Mercury : chant principal et chœurs
- Brian May : guitare électrique et chœurs
- Roger Taylor : batterie et chœurs
- John Deacon : basse